# Richard Kluger
Richard Kluger (Paterson (New Jersey), 1934. szeptember) Pulitzer-díjas amerikai író, aki elsősorban társadalmi, politikai, történelmi témákkal foglalkozik. Egykori újságíró, könyvkiadó.

## Élete
A New Jersey-i születésű Kluger anyjával, Idával és idősebb fivérével Alannel, a manhattani Upper West Side-on élt, New Yorkban, miután a szülei hétéves korában elváltak. Bár szülei nem fejezték be a középiskolát, gondoskodtak arról, hogy két fiuk jó oktatásban részesüljön. Kluger beiratkozott a kolumbiai Újságíró iskolába, de nem diplomázott. A Horace Mann Iskolában Bronx Riverdale negyedében tanult, a Princetoni Egyetem angol szakát kitüntetéssel végezte, de a fő tevékenysége az egyetemen a Daily Princetonian iskolai újság volt, 1955–56-ban annak elnökeként.
Klugert jelentősen segítette a szépirodalmi munkában, a kutatásban jártas felesége, az egykori Phyllis Schlain, akit a New Jersey-i South Orange-ben, 1957 márciusában vett el. Az asszony a Douglass Főiskolára járt, majd később a Columbia Egyetemen művészettörténetből diplomázott. A tudományos háttérrel, valamint figyelemre méltó affinitással a textilművészet iránt, két könyvet is írt: Hímzésminták galériája a múltból (Knopf) és Victoriánus hímzéstervek (Holt, Rinehart & Winston). Phyllis a szerzője olyan szatirikus és dokumentarista műveknek, mint a Gabonagyilkos újra lecsap, illetve Az Igazi George Washington, szőröstül-bőröstül foglalkozik olyan témákkal, mint a Brit Birodalom felemelkedése és hanyatlása, Amerikai otthonok, valamint a Szovjet kommunizmus bukása. "A Princeton-Yale játék intenzíven növekszik" állandó ágytakaró-kiállítása a Princetoni Egyetem Gólyaközpontjában. Klugeréknek két fiuk van, Matthew, az ügyvéd és Ted, az építési vállalkozó, és hat unokájuk.

## Pályája
Kluger újságíróként kezdte pályafutását, különböző kis újságoknál. Később a The Wall Street Journalba, a New York Postba, a New York Herald Tribune-ba (ő volt az utolsó irodalmi szerkesztő), és magazinokba írt, beleértve a Forbest is. Később otthagyta az újságírást, hogy a Simon & Schuster ügyvezető szerkesztője legyen, és az Atheneum főszerkesztője. Kitalált és társadalomtörténeti témákban írt könyveket. Hat saját regény szerzője regény (kettőt feleségével, Phyllisszel közösen írták). Két könyve döntős volt a Nemzeti Könyvdíj (USA) versenyen, Egyszerű igazság , Az Újság (a Herald Tribune története). Történelmi tanulmánya az amerikai cigarettaüzletről, Hamu a hamuhoz: Amerika százéves cigarettaháborúja, a közegészségügy, és a Győzelem a Philip Morris pofátlan győzelme, elnyerte a Pulitzer-díjat, 1997-ben.
2011-ben, Kluger megjelent A gyógyító patak keserű vize: Tragikus összecsapás a fehér és az őshonos Amerika között.
2006-ban Kluger közzétette A végzet megragadása: Hogyan nőtt föl Amerika a tengertől a Csillogó Tengerig, egy hosszabb tanulmányat, hogy az Egyesült Államok jelenlegi területe hogyan halmozódott fel. A könyv vegyes kritikákat kapott, felváltva hol megdicsérik, amint részletes betekintést nyújt, ami alapján beszámolt a történelem e kérdéséről, hol kritizálja a szerzőt előítéletei, hibái, következtetései, feltételezései, állítólag túl részletes stílusa miatt.

## Politizálása
Kluger liberálisan ír, és/vagy hangsúlyozva, a faji igazságtalanság perspektíváit.
1968-ban aláírta az Írók, szerkesztők háború, adó tiltakozását, abban reménykedve, hogy megtagadva az adófizetést, megállíthatja a vietnámi háborút.

## Bibliográfia

### Realista
- EGYSZERŰ IGAZSÁG (1976) Brown története az oktatótábla & Fekete Amerika egyenlőségi harca
- AZ ÚJSÁG (1986) a New York Herald Tribune élete és halála
- HAMU A HAMUHOZ (1996) Amerika Száz Éves Cigaretta Háborúja, a közegészségügy és a Philip Morris pofátlan győzelme
- A VÉGZET MEGRAGADÁSA (2007), Ahogy Amerika nőtt a tengertől a csillogó tengerig
- A GYÓGYÍTÓ PATAK KESERŰ VIZE (2011) Tragikus összecsapás Amerika fehér és indián lakosai között

### Fikciós
- HA AZ ÁG ELTÖRIK (1964)
- HIMNUSZ (1969)
- A TÖRZS TAGJAI (1978)
- KORONATANÚ (1979)
- AMERIKAELLENES TEVÉKENYSÉG (1982)
- A NOTTINGHAMI SERIFF (1992) TÁRSSZERZŐJE PHYLLIS KLUGER
- JÓ ÁRUK (1982)
- ROYAL POINCIANA (1987) (Thea Coy Douglass álnéven)

## Fordítás
Ez a szócikk részben vagy egészben  a   Richard Kluger című angol Wikipédia-szócikk ezen változatának fordításán alapul.  Az eredeti cikk szerkesztőit annak laptörténete sorolja fel. Ez a jelzés csupán a megfogalmazás eredetét és a szerzői jogokat jelzi, nem szolgál a cikkben szereplő információk forrásmegjelöléseként.